# Lehrbachite

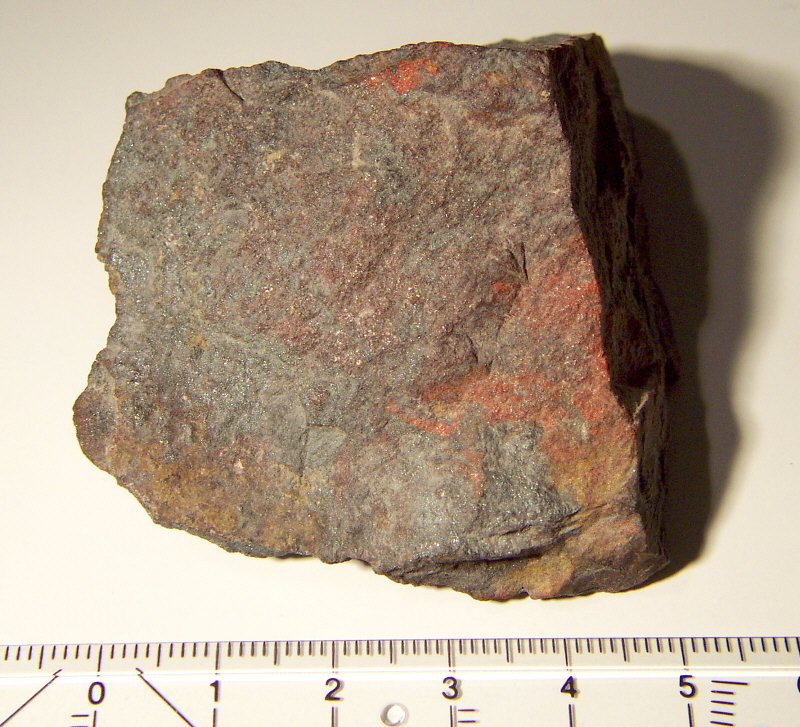
"Lerbachite", Harz Allemagne

La lehrbachite n’est pas une espèce minérale reconnue par l’Association internationale de minéralogie mais un mélange de deux espèces la clausthalite, et la tiemannite de formule idéale (Hg,Pb)Se. Trouvée en Haute-Saxe Allemagne.

## Inventeur et étymologie
Décrit par H. Rose en 1824 le nom dérive du topotype Lehrbach en Haute-Saxe (Hartz) Allemagne.

## Synonymie
- lerbachite